# Metriocnemus terrester
Metriocnemus terrester är en tvåvingeart som beskrevs av Pagast, Thienemann och Kruger 1941. Metriocnemus terrester ingår i släktet Metriocnemus och familjen fjädermyggor. Arten har ej påträffats i Sverige. Inga underarter finns listade i Catalogue of Life.